# 仲林圭
仲林 圭（なかばやし けい、1985年〈昭和60年〉9月17日 - ）は、東京都武蔵野市出身の競技麻雀のプロ雀士。日本プロ麻雀協会所属。身長176cm。

## 略歴
中学時代、当時通っていた塾の塾長が麻雀をしているのを見て麻雀を始め、麻雀にのめり込むようになる。早稲田大学高等学院を1年留年して早稲田大学理工学部コンピュータ・ネットワーク工学科に進学するが、大学を2年留年したことを契機に実家を出て、サウナで寝泊まりし雀荘で働く生活を送り始める。そんな中、当時日本プロ麻雀協会所属（最高位戦日本プロ麻雀協会→現日本プロ麻雀連盟所属）の吉田光太から「龍を継ぐもの」と指名され、麻雀プロを目指して日本プロ麻雀協会に入会。最終的に早稲田大学は中途退学した。
2012年、雀竜位獲得、Aリーガー入り。
2017年、初の雀王決定戦に進出し、3位。
2019年、麻雀最強戦全日本プロ代表にて優勝し、ファイナルに進出。
2021年、麻雀最強戦超技能バトルを勝利し、麻雀最強戦ファイナルに進出。この際、解説を務めた当時の最強位多井隆晴から、「僕より強い」と賛辞を受けた。
2021年、2度目の雀王決定戦に進出し、2位。
2022年、發王位を獲得。
2022年7月11日、Mリーグ・U-NEXT Piratesから2位指名を受ける。
2023年、發王位を連覇。
2023年11月12日、第22期雀王を獲得。雀王は初のタイトルとなった。
2025年1月11日、雀王位を連覇。

## 雀風・人物
- 守備からリズムを作るディフェンス型と称される（ただし、本人には守備型との自覚はないと述べている）[2]。U-NEXT Pirates監督の木下尚は「ミスがなく攻守にバランスの取れたスタイル」と評している[2]。
- 本名は中林 啓（読み同じ）。プロ入り時は本名で登録していたが、途中で変更している[8][9]。
- 2020年2月から10月まで、近代麻雀（竹書房）のニュースサイト「キンマweb」にて『仲林圭のゲスコラム』のタイトルで連載を持っていた。この連載の中で、早稲田大学在学時にオックスフォード大学への短期留学の経験があること[10]、女流プロ雀士との結婚歴（離婚歴）があること[8]を明らかにしている。
- 『近代麻雀』編集長である金本晃は、近代麻雀公式noteにて、「Mリーグ入りしても5位に入る実力」と評している[11]。
- Mリーガーとして先輩に当たる堀慎吾（KADOKAWAサクラナイツ）とは2005年頃からの知り合いで、一緒に住んでいたこともある[12]。堀は仲林を「安定感があり、絶対に大きく外さない」と評価している。
- 愛称は『じゃが』。堀慎吾から「じゃがいもみたいに美味しい」と言われたことをきっかけに『じゃがばやし』と呼ばれるようになった。本人も気に入っており、YouTubeチャンネル名（じゃがちゃんねる）やnoteのアカウント名（じゃがばやし）に使用している[13]。
- YouTubeなどでは一人称を"仲林"と呼ぶ（上述のゲスコラムにおいても使用）。同様に「◯◯林」と◯の部分に語句を入れて語呂よく発音したりする。例えば三元牌の「中」が場に出たときに「中林！」ということがあり、こちらはPiratesのチーム内でも浸透していて、瑞原明奈に「中林いらない！」と言われて落ち込んだことがあるという。
- 自身のYouTubeチャンネルにおいて雀魂の配信を行っているが、配信時間帯を問わずよくシャウトする。あまりに叫ぶためマイクがノイズキャンセリングされ声が途切れることも。また、コラボにおいてもその姿勢は変わらないため、コラボ相手が自チャンネルの視聴者に注意喚起を促す事態にもなる。
- 『ちいかわ』が好きで、Mリーグでコラボしたいと望んでいる。お気に入りのキャラは「ハチワレ」。[14][15]
- カラオケの十八番はTOKIOの「LOVE YOU ONLY」。これは多数のイベントで歌われている。[注 1]
- 2023年3月6日のMリーグ第1試合で、「役満（国士無双）の頭ハネ」という珍事に見舞われている[16]
- 2023年11月24日よりスタートしているMリーグXRED°TOKYO TOWERのコラボイベントにてコラボカフェメニューを監修した[17]。
- 麻雀最強戦の現最強位・桑田憲汰に似てる説が流れており、弟と自称している[18]。

## Mリーグ成績
| シーズン | チーム         | 半荘 | 個人スコア | 個人スコア | 個人スコア | 最高スコア | 最高スコア | 4着回避率 | 4着回避率 | 連対率 | トップ率 | 平均 着順 | 1着 | 1.5 | 2着 | 2.5 | 3着 | 3.5 | 4着 | 参照   |
| シーズン | チーム         | 半荘 | Pt         | 順位       | 平均       | 点         | 順位       | 率        | 順位      | 連対率 | トップ率 | 平均 着順 | 1着 | 1.5 | 2着 | 2.5 | 3着 | 3.5 | 4着 | 参照   |
| -------- | -------------- | ---- | ---------- | ---------- | ---------- | ---------- | ---------- | --------- | --------- | ------ | -------- | --------- | --- | --- | --- | --- | --- | --- | --- | ------ |
| 2022-23  | U-NEXT Pirates | 24   | ▲109.7     | 22/32      | ▲4.6       | 47,900     | 27/32      | 0.7083    | 23T/32    | 54.2%  | 20.8%    | 2.54      | 5   | 0   | 8   | 0   | 4   | 0   | 7   | [ 19 ] |
| 2023-24  | U-NEXT Pirates | 26   | 266.5      | 4/36       | 10.3       | 79,300     | 4/36       | 0.8077    | 8T/36     | 65.4%  | 38.5%    | 2.15      | 10  | 0   | 7   | 0   | 4   | 0   | 5   | [ 20 ] |
| 2024-25  | U-NEXT Pirates | 27   | 256.6      | 7/36       | 9.5        | 73,000     | 7/36       | 0.9259    | 2/36      | 55.6%  | 29.6%    | 2.22      | 8   | 0   | 7   | 0   | 10  | 0   | 2   | [ 21 ] |
| 通算     | 通算           | 77   | 413.4      | 413.4      | 5.4        | 79,300     | 79,300     | 81.8%     | 81.8%     | 58.4%  | 29.9%    | 2.30      | 23  | 0   | 22  | 0   | 18  | 0   | 14  |        |

- 個人賞は規定打荘数（20半荘）以上の選手が対象
- 着順の1.5、2.5、3.5は1着同着、2着同着、3着同着

| シーズン               | チーム                 | 半荘                   | 個人スコア             | 個人スコア             | 最高スコア             | 4着回避率              | 連対率                 | トップ率               | 平着                   | 1着                    | 1.5                    | 2着                    | 2.5                    | 3着                    | 3.5                    | 4着                    |                        |
| シーズン               | チーム                 | 半荘                   | Pt                     | 平均                   | 最高スコア             | 4着回避率              | 連対率                 | トップ率               | 平着                   | 1着                    | 1.5                    | 2着                    | 2.5                    | 3着                    | 3.5                    | 4着                    |                        |
| セミファイナルシリーズ | セミファイナルシリーズ | セミファイナルシリーズ | セミファイナルシリーズ | セミファイナルシリーズ | セミファイナルシリーズ | セミファイナルシリーズ | セミファイナルシリーズ | セミファイナルシリーズ | セミファイナルシリーズ | セミファイナルシリーズ | セミファイナルシリーズ | セミファイナルシリーズ | セミファイナルシリーズ | セミファイナルシリーズ | セミファイナルシリーズ | セミファイナルシリーズ | セミファイナルシリーズ |
| ---------------------- | ---------------------- | ---------------------- | ---------------------- | ---------------------- | ---------------------- | ---------------------- | ---------------------- | ---------------------- | ---------------------- | ---------------------- | ---------------------- | ---------------------- | ---------------------- | ---------------------- | ---------------------- | ---------------------- | ---------------------- |
| 2022-23                | U-NEXT Pirates         | 7                      | 185.9                  | 26.6                   | 61,800                 | 85.7%                  | 71.4%                  | 42.9%                  | 2.00                   | 3                      | 0                      | 2                      | 0                      | 1                      | 0                      | 1                      |                        |
| 2023-24                | U-NEXT Pirates         | 6                      | 103.3                  | 17.2                   | 58,800                 | 100%                   | 50.0%                  | 33.3%                  | 2.17                   | 2                      | 0                      | 1                      | 0                      | 3                      | 0                      | 0                      |                        |
| 2024-25                | U-NEXT Pirates         | 6                      | 59.9                   | 10.0                   | 60,200                 | 66.7%                  | 66.7%                  | 33.3%                  | 2.33                   | 2                      | 0                      | 2                      | 0                      | 0                      | 0                      | 2                      |                        |
| セミファイナル通算     | セミファイナル通算     | 19                     | 349.1                  | 18.4                   | 61,800                 | 84.2%                  | 63.2%                  | 36.8%                  | 2.16                   | 7                      | 0                      | 5                      | 0                      | 4                      | 0                      | 3                      |                        |
| ファイナルシリーズ     |                        |                        |                        |                        |                        |                        |                        |                        |                        |                        |                        |                        |                        |                        |                        |                        |                        |
| 2023-24                | U-NEXT Pirates         | 4                      | 65.4                   | 16.4                   | 40,000                 | 100%                   | 75.0%                  | 25.0%                  | 2.00                   | 1                      | 0                      | 2                      | 0                      | 1                      | 0                      | 0                      |                        |
| 2024-25                | U-NEXT Pirates         | 5                      | ▲18.8                  | ▲3.8                   | 43,200                 | 60.0%                  | 60.0%                  | 20.0%                  | 2.60                   | 1                      | 0                      | 2                      | 0                      | 0                      | 0                      | 2                      |                        |
| ファイナル通算         | ファイナル通算         | 9                      | 46.6                   | 5.2                    | 43,200                 | 77.8%                  | 66.7%                  | 22.2%                  | 2.33                   | 2                      | 0                      | 4                      | 0                      | 1                      | 0                      | 2                      |                        |
| ポストシーズン通算     | ポストシーズン通算     | 28                     | 395.7                  | 14.1                   | 61,800                 | 82.1%                  | 64.3%                  | 32.1%                  | 2.21                   | 9                      | 0                      | 9                      | 0                      | 5                      | 0                      | 5                      |                        |

## 作品

### 映画
- 麻雀最強戦 the movie（2022年11月18日公開、マグネタイズ）監督:原澤遊風[22]

## 書籍

### 著書
- 海賊の麻雀 勝率を上げる技術と思考（小林剛、瑞原明奈、鈴木優との共著）（2023年6月13日、池田書店）ISBN 978-4262108315
- 仲林流・逆算から勝つ麻雀（2024年3月21日、ART NEXT）ISBN 978-4910825199

## 獲得タイトル
- オータムチャレンジカップ 優勝(第7回)
- 雀竜位戦 優勝 (第10期)
- 發王戦 優勝 (第29期・第30期)
- 雀王戦 優勝 (第22期・第23期)

## 出演

### ウェブテレビ
- おしえて!パイレーツ（YouTube・U-NEXTチャンネル）